# شل‌بورن فالز (ماساچوست)
شل‌بورن فالز (به انگلیسی: Shelburne Falls) یک منطقهٔ مسکونی در ایالات متحده آمریکا است که در شهرستان فرانکلین، ماساچوست واقع شده‌است. شل‌بورن فالز ۶٫۸ کیلومتر مربع مساحت و ۱٬۷۳۱ نفر جمعیت دارد و ۱۲۳ متر بالاتر از سطح دریا واقع شده‌است.